# چروا
چروا (به ایتالیایی: Cerva) یک کومونه در ایتالیا است که در استان کاتانزارو واقع شده‌است.

## خصوصیات
چروا ۲۱ کیلومترمربع مساحت و ۱٬۲۴۳ نفر جمعیت دارد و ۸۵۰ متر بالاتر از سطح دریا واقع شده‌است.